# José María Méndez Calderón
José María Méndez Calderón, más conocido como José María Méndez o «Chema» Méndez (Santa Ana, 23 de septiembre de 1916 - San Salvador, 14 de abril de 2006) fue un abogado y escritor salvadoreño.

## Biografía
Sus padres fueron el padre Rafael Antonio Méndez y María Luisa Calderón. Estudió la secundaria en el intituto INSJO
, donde conoció a Hugo Lindo. Posteriormente realizó el doctorado en Jurisprudencia y Ciencias Sociales en la Universidad de El Salvador, en la que fue galardonado como mejor alumno de la facultad en 1936, y además ganó un concurso de monografías con el trabajo El cuerpo del delito. Se graduó en 1941 con la tesis La confesión en materia penal. 
En la Universidad de El Salvador también ejerció como fiscal de la Asociación General de Estudiantes Universitarios Salvadoreños (AGEUS) y participó en la fundación de la Sociedad de Estudios Jurídicos Isidro Menéndez. En 1939 se desempeñó como jefe de la sección de alcabalas de la dirección general de contribuciones directas, y ejerció el periodismo como director del periódico Patria Nueva entre 1953 y 1954.
En el ámbito literario, "Chema" Méndez ganó el segundo lugar compartido del certamen nacional de cultura con la colección de cuentos Tres mujeres al cuadrado en 1963.  Años después, nuevamente como fiscal de la universidad, suscribió en 1966 con la Universidad de Harvard la compra de valiosa bibliografía para la institución. Para 1968 fue elegido rector de la misma, cargo en el que se mantuvo hasta 1970. Ese mismo año ganó el primer premio en la rama de cuento en los Juegos Florales de Quetzaltenango con Tiempo irredimible, galardón que repitió en 1974 con Espejo del tiempo, y Tres consejos en 1994, por lo que fue designado como «Maestre de la narrativa centroamericana» en ese certamen.
Méndez fungió como magistrado de la sala de lo penal de la Corte Suprema de Justicia entre 1994 y 1997. Además participó en la redacción y asesoramiento de los Acuerdos de Paz de Chapultepec, y también en la consecuente reforma constitucional.
En la obra literaria de José María Méndez sobresale el humor y el ingenio, y entre sus escritos se encuentran: Disparatario (1957), Cuentos del alfabeto (1992), Diccionario personal (1992), Antología definitiva (1995), cuentos peligrosos y otros cuentos (1996), 80 a los 78. Cuentos de Chema Méndez (1996), La pena de muerte: un ensayo, tres cuentos y una adenda (1997), y Las Mormonas  (1998). 
Obtuvo el Premio Nacional de Cultura en 1979, y en 1999 la Asamblea Legislativa salvadoreña le nombró «Escritor distinguido de El Salvador». También fue miembro de número de la Academia Salvadoreña de la Lengua.